# Marcello Caminha
Marcello de Macedo Caminhão (Bagé, 1971) é um músico violonista, cantor  e compositor brasileiro.

## História
Marcello morou até os sete anos na Estância da Queimadinha, no 2º distrito de Lavras do Sul. Depois foi para Bagé, para estudar. Estudou violão com o professor Edemar Teixeira. Mais tarde, a convite da escola, se tornaria ele próprio professor de violão.
Em 1985 participou de seu primeiro festival, o Sentinela da Canção, em Bagé. Depois desse, vieram muitos outros. Em 1993 participou do disco Filosofia de Andejo, de Luiz Marenco. Em 1998 Marcello lançou seu disco solo, Estrada do Sonho, que seria seguido por vários outros.
É o autor de um arranjo do Hino Rio-Grandense que, em sua versão original, tem a letra de  Francisco Pinto da Fontoura, música de Joaquim José Mendanha e harmonização de Antônio Corte Real. 

### Discografia
| Nome do Álbum                        | Nome da Gravadora | Ano de Lançamento |
| Estrada Do Sonho                     | USA Discos        | 1998              |
| As Belas Canções De Natal Ao Violão  | USA Discos        | 1999              |
| Clássicos Gaúchos Ao Violão          | USA Discos        | 2000              |
| Tangos Ao Violão                     | USA Discos        | 2001              |
| Clássicos Gaúchos Ao Violão Vol. II  | USA Discos        | 2002              |
| Hinos Brasileiros Ao Violão          | USA Discos        | 2003              |
| Clássicos Gaúchos Ao Violão Vol. III | USA Discos        | 2005              |
| Influência                           | Independente      | 2008              |
| Coletânea Sucessos de Ouro           | USA Discos        | 2009              |
| Vídeo Aula Violão Gaúcho             | Independente      | 2010              |
| Natal em Cordas                      | ACIT              | 2011              |

## Prêmios e indicações

### Prêmio Açorianos
| Ano  | Categoria                             | Indicação                                                               | Resultado |
| ---- | ------------------------------------- | ----------------------------------------------------------------------- | --------- |
| 2000 | Instrumentista de Música Regional     | Marcello Caminha                                                        | Venceu    |
| 2005 | Instrumentista de Música Regional     | Marcello Caminha                                                        | Indicado  |
| 2006 | Instrumentista de Música Regional     | Marcello Caminha                                                        | Venceu    |
| 2007 | Instrumentista de Música Regional     | Marcello Caminha                                                        | Indicado  |
| 2008 | Compositor de Música Instrumental     | Marcello Caminha                                                        | Venceu    |
| 2008 | Instrumentista de Música Instrumental | Marcello Caminha                                                        | Venceu    |
| 2008 | Disco de Música Instrumental          | Influência                                                              | Indicado  |
| 2011 | Instrumentista de Música Regional     | Marcello Caminha (por Rio-Grandenses, de César Oliveira & Rogério Melo) | Indicado  |
| 2011 | Instrumentista de Música Instrumental | Marcello Caminha (por Natal em Cordas)                                  | Indicado  |
| 2015 | Instrumentista de Música Regional     | Marcello Caminha                                                        | Venceu    |
| 2015 | Compositor de Música Regional         | Marcello Caminha                                                        | Indicado  |